# Ealing Comedies
L'appellativo di commedie Ealing, Ealing Comedies in inglese, indica una serie di film di genere commedia brillante, spesso di satira sociale, girati presso gli Ealing Studios di Londra subito dopo la seconda guerra mondiale.
Fanno parte della serie tra gli altri i film Whisky a volontà! (Whisky Galore!), Passaporto per Pimlico (Passport to Pimlico), Sangue blu (King Hearts and Coronets); in quest'ultimo l'attore Alec Guinness interpreta 8 personaggi differenti.